# لودویک لروی
لودویک لروی (انگلیسی: Ludovic Leroy؛ زادهٔ ۲۰ سپتامبر ۱۹۷۵) بازیکن فوتبال اهل فرانسه است.
از باشگاه‌هایی که در آن بازی کرده‌است می‌توان به باشگاه فوتبال استاد رنس، باشگاه فوتبال والنسین، و باشگاه ورزشی آمیان اشاره کرد.